# Bowdichia virgilioides
Espèce
Bowdichia virgilioides est une espèce de plantes à fleurs de la famille des Fabaceae. C'est un arbuste ou un arbre originaire des savanes tropicales et des forêts sèches d'Amérique du Sud.
L'aire de répartition indigène de cette espèce s'étend du Costa Rica au sud de l'Amérique tropicale. Elle pousse principalement dans le biome tropical humide.